# 珀尼達島
珀尼達島是印度尼西亞的島嶼，位於峇里島東南面龍目海峽，屬於峇里省克隆孔縣的一部分，周邊有倫邦岸島。巴塘海峽將該島嶼與峇里島分隔開來。島上多山地地形，最高海拔高度524米。在2022年的人口普查當中，該島人口為64,580人。
與峇里島一樣，該島也以熱帶風情與潛水聞名。

## 外部連結
- Bali Starling Conservation Project on Nusa Penida （页面存档备份，存于）
- Bali Bird Sanctuary on Nusa Penida （页面存档备份，存于）
- Nusa Penida Dive Sites